# Danny Bilson
Pour les articles homonymes, voir Bilson.
 (avril 2020).
Si vous disposez d'ouvrages ou d'articles de référence ou si vous connaissez des sites web de qualité traitant du thème abordé ici, merci de compléter l'article en donnant les références utiles à sa vérifiabilité et en les liant à la section « Notes et références ».
Danny Bilson, né le 25 juillet 1956, est un producteur américain de plusieurs séries télévisées, dont The Sentinel. 
Il a également, dans le domaine du jeu vidéo, été responsable créatif chez Electronic Arts (notamment sur Les Sims et les jeux vidéo Harry Potter) et vice-président chargé de la création chez THQ.

## Biographie

### Vie privée
Il est le père de l'actrice Rachel Bilson.

## Filmographie

### Scénariste

#### Cinéma
- 1984 : Trancers de Charles Band
- 1985 : Zone Troopers
- 1986 : Decapitron de Peter Manoogian
- 1988 : The Wrong Guys
- 1988 : Pulse Pounders de Charles Band
- 1989 : Arena (en) de Peter Manoogian
- 1991 : Les Aventures de Rocketeer de Joe Johnston

#### Télévision
- 1990-1991 : Flash
- 1992 : Human Target
- 1994-1999 : Viper
- 1996-1999 : The Sentinel